# Gerald Drummond
Gerald Drummond Hernández (ur. 5 września 1994) – kostarykański lekkoatleta specjalizujący się w biegach sprinterskich i płotkarskich.
W 2010 był czwarty w biegu na 400 metrów przez płotki podczas juniorskich mistrzostw Ameryki Środkowej i Karaibów oraz wystąpił na igrzyskach olimpijskich młodzieży w Singapurze. W 2013 zdobył trzy medale igrzysk Ameryki Środkowej. Podwójny brązowy medalista młodzieżowych mistrzostw NACAC (2014).

## Osiągnięcia
| Rok  | Impreza                                     | Miejsce         | Konkurencja                     | Lokata     | Wynik   |
| ---- | ------------------------------------------- | --------------- | ------------------------------- | ---------- | ------- |
| 2010 | Mistrzostwa Ameryki Śr. i Karaibów juniorów | Santo Domingo   | bieg na 110 metrów przez płotki | eliminacje | 14,19   |
| 2010 | Mistrzostwa Ameryki Śr. i Karaibów juniorów | Santo Domingo   | bieg na 400 metrów przez płotki | 4. miejsce | 56,35   |
| 2010 | Igrzyska olimpijskie młodzieży              | Singapur        | bieg na 400 metrów przez płotki | eliminacje | 54,51   |
| 2011 | Mistrzostwa świata juniorów młodszych       | Lille Metropole | bieg na 200 metrów              | eliminacje | 22,55   |
| 2011 | Mistrzostwa świata juniorów młodszych       | Lille Metropole | bieg na 400 metrów przez płotki | półfinał   | 54,65   |
| 2012 | Mistrzostwa świata juniorów                 | Barcelona       | bieg na 400 metrów przez płotki | eliminacje | 53,46   |
| 2013 | Igrzyska Ameryki Środkowej                  | San José        | bieg na 200 metrów              | 3. miejsce | 21,07w  |
| 2013 | Igrzyska Ameryki Środkowej                  | San José        | bieg na 400 metrów przez płotki | 2. miejsce | 51,44   |
| 2013 | Igrzyska Ameryki Środkowej                  | San José        | sztafeta 4 × 400 metrów         | 1. miejsce | 3:11,15 |
| 2013 | Mistrzostwa Ameryki Środkowej i Karaibów    | Morelia         | bieg na 400 metrów przez płotki | eliminacje | 52,53   |
| 2013 | Mistrzostwa Ameryki Środkowej i Karaibów    | Morelia         | sztafeta 4 × 400 metrów         | 6. miejsce | 3:08,77 |
| 2014 | Mistrzostwa ibero-amerykańskie              | São Paulo       | bieg na 400 metrów przez płotki | 4. miejsce | 50,41   |
| 2014 | Młodzieżowe mistrzostwa NACAC               | Kamloops        | bieg na 400 metrów przez płotki | 3. miejsce | 51,05   |
| 2014 | Młodzieżowe mistrzostwa NACAC               | Kamloops        | sztafeta 4 × 400 metrów         | 3. miejsce | 3:14,66 |
| 2014 | Igrzyska Ameryki Środkowej i Karaibów       | Xalapa          | bieg na 400 metrów przez płotki | 5. miejsce | 50,72   |
| 2014 | Igrzyska Ameryki Środkowej i Karaibów       | Xalapa          | sztafeta 4 × 400 metrów         | 5. miejsce | 3:08,02 |
| 2015 | Igrzyska panamerykańskie                    | Toronto         | bieg na 400 metrów przez płotki | eliminacje | 53,47   |
| 2015 | Igrzyska panamerykańskie                    | Toronto         | sztafeta 4 × 400 metrów         | 8. miejsce | 3:05,21 |
| 2015 | Mistrzostwa NACAC                           | San José        | bieg na 400 metrów przez płotki | 7. miejsce | 50,63   |
| 2015 | Mistrzostwa NACAC                           | San José        | sztafeta 4 × 400 metrów         | 6. miejsce | 3:07,34 |
| 2016 | Mistrzostwa ibero-amerykańskie              | Rio de Janeiro  | bieg na 400 metrów przez płotki | eliminacje | 52,05   |
| 2016 | Mistrzostwa Ameryki Środkowej i Karaibów    | San Salvador    | bieg na 400 metrów przez płotki | 1. miejsce | 51,35   |
| 2016 | Młodzieżowe mistrzostwa NACAC               | San Salvador    | bieg na 400 metrów przez płotki | 8. miejsce | 53,02   |
| 2017 | Uniwersjada                                 | Tajpej          | bieg na 400 metrów przez płotki | eliminacje | 52,22   |
| 2018 | Mistrzostwa Ameryki Środkowej i Karaibów    | Gwatemala       | bieg na 400 metrów przez płotki | 1. miejsce | 49,85   |
| 2018 | Igrzyska Ameryki Środkowej i Karaibów       | Barranquilla    | bieg na 400 metrów przez płotki | 6. miejsce | 49,94   |
| 2018 | Igrzyska Ameryki Środkowej i Karaibów       | Barranquilla    | sztafeta 4 × 400 metrów         | 6. miejsce | 3:08,31 |
| 2018 | Mistrzostwa NACAC                           | Toronto         | bieg na 400 metrów przez płotki | półfinał   | 50,65   |
| 2018 | Mistrzostwa ibero-amerykańskie              | Trujillo        | bieg na 400 metrów przez płotki | 2. miejsce | 49,80   |
| 2019 | Igrzyska panamerykańskie                    | Lima            | bieg na 400 metrów przez płotki | eliminacje | 50,35   |
| 2021 | Mistrzostwa Ameryki Środkowej i Karaibów    | San José        | bieg na 400 metrów przez płotki | 1. miejsce | 49,31   |
| 2021 | Mistrzostwa Ameryki Środkowej i Karaibów    | San José        | sztafeta 4 × 400 metrów         | 1. miejsce | 3:19,86 |
| 2021 | Igrzyska olimpijskie                        | Tokio           | bieg na 400 m przez płotki      | eliminacje | 49,92   |
| 2022 | Mistrzostwa ibero-amerykańskie              | La Nucia        | bieg na 400 metrów przez płotki | 1. miejsce | 48,87   |
| 2022 | Mistrzostwa świata                          | Eugene          | bieg na 400 metrów przez płotki | półfinał   | 49,37   |
| 2022 | Mistrzostwa NACAC                           | Freeport        | bieg na 400 metrów przez płotki | 4. miejsce | 48,88   |
| 2023 | Mistrzostwa Ameryki Środkowej i Karaibów    | San José        | bieg na 400 metrów przez płotki | 1. miejsce | 48,11   |
| 2023 | Mistrzostwa Ameryki Środkowej i Karaibów    | San José        | sztafeta 4 × 400 metrów         | 2. miejsce | 3:11,02 |
| 2023 | Igrzyska Ameryki Środkowej i Karaibów       | San Salvador    | bieg na 400 metrów przez płotki | 4. miejsce | 49,62   |
| 2023 | Mistrzostwa świata                          | Budapeszt       | bieg na 400 metrów przez płotki | półfinał   | 49,31   |
| 2023 | Igrzyska panamerykańskie                    | Santiago        | bieg na 400 metrów przez płotki | eliminacje | DQ      |

## Rekordy życiowe
- Bieg na 200 metrów – 20,91 (2019)
- Bieg na 400 metrów – 46,09 (2019)
- Bieg na 400 metrów przez płotki – 48,11 (2023) rekord Kostaryki.

W 2015 Drummond biegł na ostatniej zmianie kostarykańskiej sztafety 4 × 400 metrów, która czasem 3:05,11 ustanowiła aktualny rekord kraju w tej konkurencji.